# Markéta Dobiášová
Markéta Dobiášová (* 9. dubna 1977 Třebíč) je česká reportérka, moderátorka a dramaturgyně. Od roku 2003 působila v České televizi jako investigativní reportérka pořadu Reportéři ČT a od března do června 2015 uváděla pořad 168 hodin. Od března 2020 do začátku září 2020 působila na televizní stanici CNN Prima News, kde měla na starosti vedení investigativního týmu. Z CNN Prima News odešla do Seznam Zpráv (listopad 2020 až srpen 2021). Poté působila jako redaktorka Reflexu, odkud po několika měsících odešla psát pro Echo 24, ale i odtud po chvíli odešla a založila si vlastní web inFakta.

## Život
Vystudovala žurnalistiku na Filozofické fakultě Univerzity Palackého v Olomouci (2005).
V letech 1997 až 1999 se živila jako produkční v Divadle Bolka Polívky v Brně a regionální TV Fatem. Následně pak mezi lety 1999 a 2001 pracovala v redakci zpravodajství TV Nova a v České televizi (podílela se na zpravodajství a na pořadech Tady a teď a Fakta). V letech 2002 až 2003 spolupracovala s Nadací Člověk v tísni, když natáčela v Jižní Koreji a v Číně dokument o severokorejských uprchlících. S TV Nova pak spolupracovala na pořadu Na vlastní oči.
Od roku 2003 působila v České televizi jako reportérka pořadu Reportéři ČT. Od roku 2005 se rovněž podílela na tvorbě více než 10 dílů pořadu 13. komnata (připravovala díly o těchto osobnostech: Vendula Svobodová, Wabi Daněk, Naďa Urbánková, Dáša Bláhová, Simona Chytrová, Kateřina Kornová, Zuzana Stirská, Miroslava Němcová, Jiří Žáček, Jana Šilerová, Barbora Kohoutková a Ivan Hlas).
Jako investigativní reportérka se zaměřuje na témata a kauzy spojené s korupcí, klientelismem, zejména ve zdravotnictví, politice a sociální sféře. V roce 2012 získala Novinářskou cenu v kategorii audiovizuální žurnalistiky Nejlepší analyticko-investigativní příspěvek. Konkrétně se jednalo o reportáž pro Českou televizi s názvem Letadla CASA. V roce 2014 získala Novinářskou cenu ve stejné kategorii za investigativní reportáž o předražených nákupech zdravotnických přístrojů. V roce 2016 získala na jihlavském festivalu dokumentárních filmů cenu Respektu za investigativní reportáž Obchod s nadějí, v níž rozkrývala kauzu experimentální léčby kmenovými buňkami Eva Sykové a jejího týmu. V roce 2019 obdržela Novinářskou cenu za sérii reportáží ke kauze Jána Kuciaka. Od 15. března do 28. června 2015 také dočasně moderovala pořad 168 hodin za Noru Fridrichovou, která odešla na mateřskou dovolenou (je uváděna i jako dramaturgyně pořadu).
V březnu 2020 od ČT přešla k tehdy nově spuštěné CNN Prima News, se kterou po dohodě ukončila spolupráci ke konci srpna téhož roku. Od listopadu 2020 do srpna 2021 působila v investigativním týmu Seznam Zpráv. Následně přešla do časopisu Reflex, kde se věnovala kauzám kolem vydávání protipandemických opatření ministerstva zdravotnictví. Odtud odešla psát pro Echo 24, ale i odtud po chvíli odešla a v říjnu 2022 založila vlastní web inFakta, který je někdy označován za konspirační nebo cílící na dezinformační a protisystémové publikum.
Markéta Dobiášová má tři děti.

## Kauza léčby ALS kmenovými buňkami
V roce 2016 zpracovala reportáž pro pořad Reportéři ČT o klinické studii týmu profesorky Sykové zaměřené na léčbu amyotrofické laterální sklerózy (ALS) kmenovými buňkami, ve které několik pacientů zařazených do studie vypovědělo, že museli za podání kmenových buněk uhradit poplatek. Ovšem jakékoliv platby za účast v klinických studiích jsou zákonem zakázané. V reakci na reportáž předseda Akademie věd ČR Jiří Drahoš odvolal Sykovou z postu ředitelky Ústavu experimentální medicíny AV ČR a Syková rezignovala na funkci místopředsedkyně vládní Rady pro výzkum, vývoj a inovace.
Nicméně Syková následně uvedla, že podá žalobu „proti institucím a lidem, kteří vyvolali tuto kauzu“.

## Kauza s reportáží pro Reportéry ČT
V červenci 2022 uvedla, že šéfredaktor reportážní publicistiky ČT Marek Wollner zastavil investigaci na reportáži pro pořad Reportéři ČT, která se týkala developerského projektu v městské části Praha-Lysolaje a roli bývalého náměstka pražského primátora Petra Hlubučka. Wollner k tomu uvedl, že Dobiášová nedokázala reportáž během několika měsíců dokončit a poté odešla pracovat do jiného média.

## Kauza bossing a harašení v ČT
V listopadu 2022 obvinila Marka Wollnera ze sexuálního obtěžování, bossingu a šikany v práci. Policie obvinění prošetřila a červenci 2023 oznámila, že se nejedná ani o trestný čin, ani o přestupek. A věc odložila. Wollner dodnes jakákoli obvinění striktně odmítá. O kauze napsal knihu s názvem Mňoukání koček, která vyšla na jaře 2024, a Dobiášovou zažaloval.